# برج فولبرایت
برج فولبرایت، (به انگلیسی: Fulbright Tower) آسمان‌خراش ۵۲ طبقه با کاربری اداری-تجاری است، که در شهر هیوستون، تگزاس، ایالات متحده آمریکا مستقر می‌باشد. پروژه ساخت این ساختمان در سال ۱۹۸۰ آغاز شد و در سال ۱۹۸۲ تکمیل و افتتاح گردید.